# René Rottenfluc
Étienne Alexandre René Rottenfluc (ur. 19 grudnia 1900 w Beaumesnil, zm. 8 kwietnia 1962 w Paryżu) – francuski zapaśnik walczący w obu stylach. Dwukrotny olimpijczyk. Zajął czwarte miejsce w Amsterdamie 1928 i osiemnaste Paryżu 1924. Walczył w wadze piórkowej.
Złoty medalista mistrzostw Europy w 1929 roku.

## Letnie Igrzyska Olimpijskie 1924
| Konkurencja          | Rundy eliminacyjne  | Rundy eliminacyjne       | Klas. końcowa |
| Konkurencja          | Przeciwnik I        | Przeciwnik II            | Miejsce       |
| -------------------- | ------------------- | ------------------------ | ------------- |
| 62 kg styl klasyczny | Osvald Käpp (EST) P | Fritiof Svensson (SWE) P | 18.           |

## Letnie Igrzyska Olimpijskie 1928
| Konkurencja      | Rundy eliminacyjne         | Klas. końcowa |
| Konkurencja      | 1/4                        | Miejsce       |
| ---------------- | -------------------------- | ------------- |
| 61 kg styl wolny | Kustaa Pihlajamäki (FIN) P | 4.            |